# Näveväxter

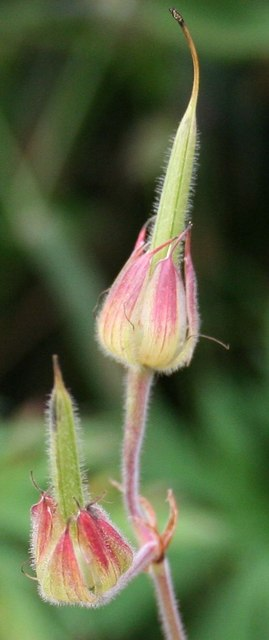
Omogen frukt hos Geranium pratense.

Näveväxter (Geraniaceae) är en växtfamilj med omkring 750 arter i 14 släkten. De mest artrika släktena är nävesläktet (Geranium) med 300 arter, skatnävesläktet (Erodium) och pelargonsläktet (Pelargonium) med 280 arter. Det övervägande antalet näveväxter finns i tempererade områden, speciellt i södra Afrika, men det finns även några tropiska arter. I Sverige finns två vildväxande släkten, nävesläktet och skatnävesläktet med sammanlagt 15 arter.
Näveväxterna kan vara både ett- och fleråriga. De större arterna har vedartade stjälkar och nästan alla arter är håriga. Blommorna har fem kronblad och är tvåkönade. Hos de flesta är blommorna radiärsymmetriska men det finns många pelargoner med zygomorfa blommor. Bladen är oftast handflikiga, eller ibland parflikiga. Håren är glandelhår med aromatiska oljor som kan användas till parfymtillverkning. En välkänd doftande art är rosengeranium, (doktor Westerlunds hälsoblomma).